# Lori Hersberger
Lori (Lorenz) Hersberger (* 21. Dezember 1962 in Basel) ist ein Schweizer Künstler.

## Leben
Er lebt und arbeitet in Zürich. 1962 in Basel geboren, studierte er Grafik (1981–1983) sowie audiovisuelle Gestaltung und Bildhauerei (1991–1995) an der Schule für Gestaltung Basel. In den frühen neunziger Jahren begann er Environments und Installationen zu konzipieren, zunächst mit Video, später mit unterschiedlichen Medien wie Spiegelglas, Malerei mit fluoreszierender Farbe, Neonlicht oder Chromstahl. Rasch widmete er sich einer breiten Palette von unterschiedlichen, scheinbar kontroversen Medien und Inhalten. Seine Arbeiten zeichnen sich durch eine Direktheit der künstlerischen Sprache aus und bergen neben ihrer teilweise betont affirmativen Wirkung gleichwohl subversives Potenzial. In verschiedenen Rauminstallationen, wie auch in der Malerei und in seinen Plastiken, greift er Themenkomplexe wie hybride Emotionalität oder die semantische Doppelnatur von Phänomenen wie das Phantomhafte auf. Ab 2000 erweiterte Lori Hersberger seine künstlerische Arbeit durch abstrakte Malerei und versteht sich seither ausschliesslich als Maler und Bildhauer. Ihn als Installationskünstler zu bezeichnen, ist ebenso unzureichend wie ihn als Maler zu kategorisieren, denn seit Beginn seiner künstlerischen Laufbahn hat er sich einem Perspektivismus verschrieben, der sich in der experimentellen Auslotung multipler Gattungen artikuliert. Lori Hersbergers Kunst betont den Gegensatz zwischen der Welt der Illusion und der Wirklichkeit, verweisen gleichzeitig aber auch auf den sich dazwischen öffnenden Raum. In diesem Sinn sind seine Werke gleichzeitig sublim und grotesk – eine Verbindung, die auch in seinen aktuellen Ausstellungen deutlich zum Ausdruck kommt.
Lori Hersberger erhielt zahlreiche Auszeichnungen, beispielsweise den Eidgenössischen Preis für Freie Kunst (1999 und 2000) und den Manor-Kunstpreis Basel (2001). Seine Werke wurden in vielen Institutionen und Museen gezeigt, unter anderem im Musée d’art contemporain in Lyon, wo er in der bisher grössten Einzelausstellung von 2008 mit dem Titel Lori Hersberger – Phantom Studies deformierte Stahlskulpturen, sowie umfangreiche Installationen mit Neonlicht und Spiegelglas präsentierte, oder in anderen Einzelausstellungen im Kunsthaus Zürich im Jahr 2003. Weiters stellte er im Museum für Gegenwartskunst Basel, im MMKK Museum Moderner Kunst Kärnten in Klagenfurt, in der Kunsthalle Gießen, der Kunsthalle Basel und im Swiss Institute in New York (u. a.) aus. Grössere Installationen wurden im Rahmen thematischer Ausstellungen an der 48. Biennale von Venedig, in der Kunsthalle Wien, im ZKM Museum für Neue Kunst Karlsruhe, im SMAK Stedelijk Museum voor Actuele Kunst in Gent, im Kunstmuseum Luzern oder im Kunstmuseum St. Gallen ausgestellt. Seine Werke sind in vielen Sammlungen in der Schweiz, Europa und den Vereinigten Staaten vertreten, sie umfassen auch eine Reihe von Installationen im öffentlichen Raum.